# MBIP
MBIP (англ. MAP3K12 binding inhibitory protein 1) – білок, який кодується однойменним геном, розташованим у людей на 14-й хромосомі. Довжина поліпептидного ланцюга білка становить 344 амінокислот, а молекулярна маса — 39 281.
| 10         |  | 20         |  | 30         |  | 40         |  | 50         |
| ---------- |  | ---------- |  | ---------- |  | ---------- |  | ---------- |
| MAAATELNRP |  | SSGDRNLERR |  | CRPNLSREVL |  | YEIFRSLHTL |  | VGQLDLRDDV |
| VKITIDWNKL |  | QSLSAFQPAL |  | LFSALEQHIL |  | YLQPFLAKLQ |  | SPIKEENTTA |
| VEEIGRTEMG |  | NKNEVNDKFS |  | IGDLQEEEKH |  | KESDLRDVKK |  | TQIHFDPEVV |
| QIKAGKAEID |  | RRISAFIERK |  | QAEINENNVR |  | EFCNVIDCNQ |  | ENSCARTDAI |
| FTPYPGFKSH |  | VKVSRVVNTY |  | GPQTRPEGIP |  | GSGHKPNSML |  | RDCGNQAVEE |
| RLQNIEAHLR |  | LQTGGPVPRD |  | IYQRIKKLED |  | KILELEGISP |  | EYFQSVSFSG |
| KRRKVQPPQQ |  | NYSLAELDEK |  | ISALKQALLR |  | KSREAESMAT |  | HHLP       |

A: Аланін

C: Цистеїн

D: Аспарагінова кислота

E: Глутамінова кислота

F: Фенілаланін

G: Гліцин

H: Гістидин

I: Ізолейцин

K: Лізин

L: Лейцин

M: Метіонін

N: Аспарагін

P: Пролін

Q: Глутамін

R: Аргінін

S: Серин

T: Треонін

V: Валін

W: Триптофан

Кодований геном білок за функцією належить до фосфопротеїнів. 
Задіяний у таких біологічних процесах, як ацетилювання, альтернативний сплайсинг. 
Локалізований у цитоплазмі, ядрі.